# Kasten (Familienname)
Kasten ist der Familienname folgender Personen:
- Bernd Kasten (* 1964), deutscher Historiker und Archivar in Schwerin
- Bob Kasten (* 1942), US-amerikanischer Politiker
- Brigitte Kasten (* 1955), deutsche Historikerin
- Christopher Kasten (* 1989), deutscher Eishockeyspieler
- Erich Kasten (Ethnologe) (* 1949), deutscher Ethnologe
- Erich Kasten (Psychologe) (* 1953), deutscher Psychologe und Hochschullehrer
- Friedrich Kasten (Hotelier) (1854–1919), deutscher Hotelier
- Friedrich Wilhelm Kasten (* 1952), deutscher Kunsthistoriker und Galerist
- Hartmut Kasten (* 1945), deutscher Entwicklungspsychologe, Frühpädagoge und Familienforscher
- Heinrich Kasten (Hotelier) (1821–1893), deutscher Gastwirt und Hotelier
- Heinrich Kasten (Bildhauer) (1842–1921), deutscher Bildhauer
- Heinrich Kasten (Maler) (1899–um 1966), deutscher Maler
- Heinrich Ludolph Kasten († 1874), deutscher Rittergutsbesitzer, Jurist und Politiker
- Hella Kasten (1944–2003), deutsche Politikerin (CDU), Mitglied des Abgeordnetenhauses von Berlin
- Helmut Kasten (1895–1982), deutscher Klassischer Philologe und Gymnasiallehrer
- Herbert Kasten (1913–1976), deutscher Schriftsteller
- Hermann Kasten (Politiker, 1853) (1853–1907), deutscher Pädagoge und Bremer Senator
- Hermann Kasten (Heimatforscher) (1866–1946), deutscher Lehrer, Heimatforscher und Dichter
- Hermann Kasten (Politiker, 1885) (1885–1933), deutscher Politiker (USPD, SPD), MdL Preußen
- Hermann Kasten (Manager) (* 1956), deutscher Versicherungsmanager
- Hermann Ludolph Hennig Kasten (1842–1911), sächsischer Geheimer Ökonomierat, Politiker und Rittergutsbesitzer
- Ingrid Kasten (* 1945), deutsche Germanistin
- Jürgen Kasten (* 1954), deutscher Filmwissenschaftler
- Justus Elias Kasten (1774–1855), deutscher Maler
- Karl Kasten (1909–1981), deutscher Politiker (SED) und von 1953 bis 1954 Oberbürgermeister von Rostock
- Lino Kasten (* 2001), deutscher Fußballspieler
- Lloyd August Kasten (1905–1999), US-amerikanischer Romanist, Hispanist, Lusitanist und Mediävist
- Mona Kasten (* 1992), deutsche Autorin
- Olaf Kasten (* 1962), deutscher Leichtathlet
- Otto Kasten (1902–1989), deutscher Schauspieler
- Petra Kasten (* 1955), deutsche Malerin und Grafikerin
- Philip Kasten, deutscher Orthopäde und Unfallchirurg
- Reinhold Kasten (Leichtathlet) (* 1901), deutscher Hürdenläufer
- Reinhold Kasten (1920–2011), deutscher Abenteurer
- Richard Kasten (1859–1944), deutscher General der Infanterie
- Ullrich H. Kasten (1938–2024), deutscher Dokumentarfilmer
- Ulrich Kasten (* 1950), deutscher Politiker (PDS)
- Walter Kasten (1902–1984), österreichischer Ausstellungsmacher und Museumsleiter